# Sainte-Céronne-lès-Mortagne

Sainte-Céronne-lès-Mortagne este o comună în departamentul Orne, Franța. În 1 ianuarie 2022 avea o populație de 249 de locuitori.